# Solon Borglum
Solon Hannibal de la Mothe Borglum (født 22. december 1868, død 31. januar 1922) var en amerikansk billedhugger. Han blev født i Ogden, Utah, og han var bror til billedhugger Gutzon Borglum.

## Opvækst
Borglum var søn af danske immigranter. Faderen Jens var mormon og gift med to søstre, Ida og Christina, som han begge havde børn med. Da faderen i 1877 valgte at forlade religionen, blev Borglums forældre, Jens og Christina, skilt.
Faderen Jens flyttede herefter med sin første kone, Ida, og alle sine børn fra begge hustruer til Saint Louis, Missouri, inden de senere flyttede til Fremont, Nebraska.
Borglum blev i sine unge år rancher i det vestlige Nebraska.

## Uddannelse og karriere
Borglum studerede under Louis Rebisso i Cleveland og i Paris. Han specialiserede sig i at fremstille folk og scener fra det amerikanske vesten.
I sidste ende opnåede han anerkendelse som en af Amerikas bedste billedhuggere, og det var hans fremstilling af livet i midtvesten - specielt hans erfaringer med cowboys og indianere - der gjorde ham anerkendt.

## Privat
Borglum flyttede til Silvermine i Connecticut. Hans bror, Gutzon Borglum, boede i det nærliggende Stamford fra 1910 til 1920.
Borglum boede i løbet af sit liv også i Paris og New York.